# V384 Возничего
V384 Возничего (лат. V384 Aurigae) — двойная затменная переменная звезда типа W Большой Медведицы (EW) в созвездии Возничего на расстоянии (вычисленном из значения параллакса) приблизительно 7603 световых лет (около 2331 парсека) от Солнца. Видимая звёздная величина звезды — от +18,42m до +17,64m. Орбитальный период — около 0,2803 суток (6,727 часов).

## Характеристики
Первый компонент — жёлто-оранжевая звезда спектрального класса K-G. Эффективная температура — около 4920 К.